# Borgboda träsk
Borgboda träsk är en sjö i Sunds kommun i Åland (Finland). Den ligger i den östra delen av landskapet, 21 km nordost om huvudstaden Mariehamn. Borgboda träsk ligger 19 meter över havet. Den ligger på ön Fasta Åland. Arean är 9,9 hektar och strandlinjen är 1,72 kilometer lång. Sjön  ingår i Skärgårdshavets kustområde, Åland. 